# Mestre Celso
Celso Carvalho do Nascimento (Rio de Janeiro, 24 de outubro de 1939), conhecido como Mestre Celso, é um mestre de capoeira brasileiro.
Aprendeu capoeira com o mestre Artur Emídio. Em 1973, fundou a Associação de Capoeira Engenho da Rainha (ACER), no subúrbio carioca de Engenho da Rainha.[carece de fontes?]
Em 2011, foi um dos 100 vencedores da primeira edição do Prêmio Viva Meu Mestre, criado pelo Instituto do Patrimônio Histórico e Artístico Nacional (Iphan).